# Friedrich von Wick (1844–1914)

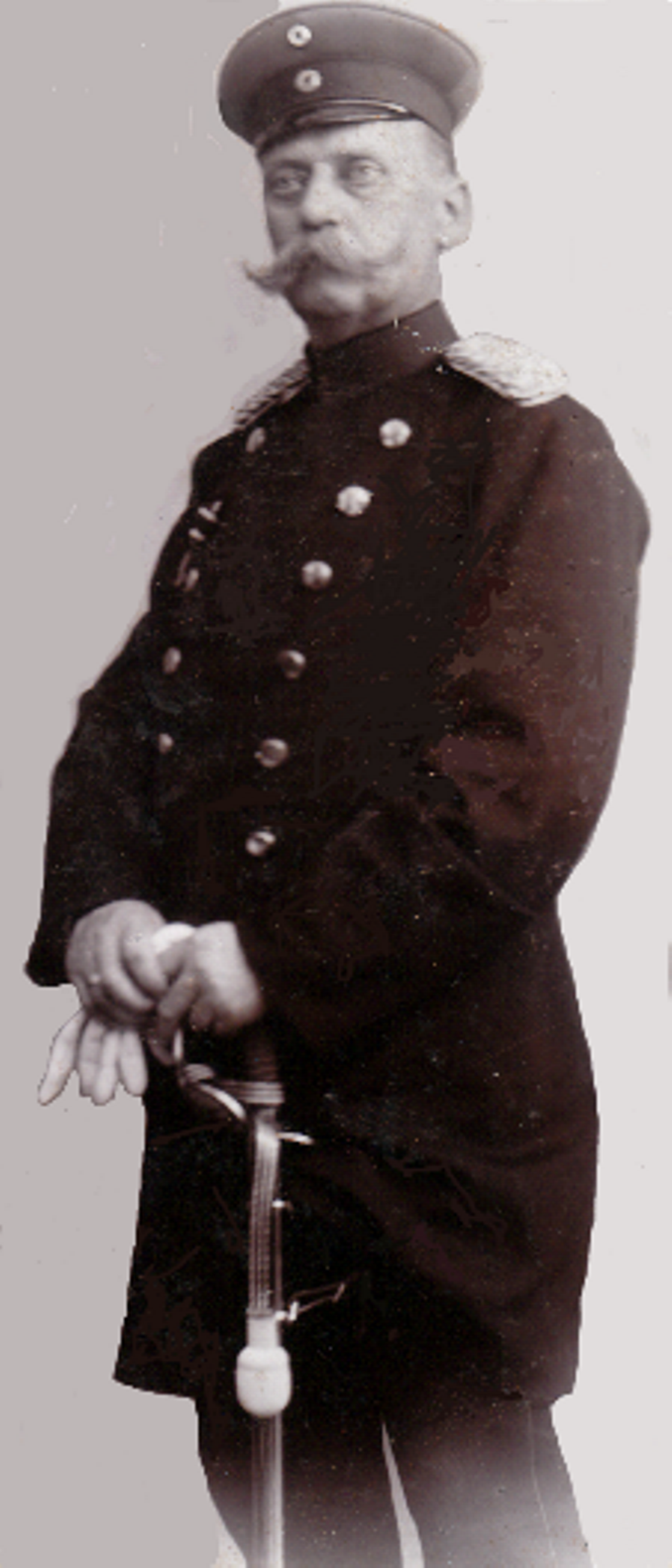
Porträtfotografie Friedrich (Theodor Adolph) von Wick, um 1900

Friedrich Theodor Adolph von Wick, zur Unterscheidung vom namensgleichen Vater und Sohn auch Friedrich (II.) von Wick (* 9. Oktober 1844 in Bützow; † 9. Juli 1914 in Rostock) war ein deutscher Offizier der Königlich Preußischen Armee, preußischer Amtmann und Großherzoglich mecklenburg-schwerinscher Polizeiinspektor an der Landes-Strafanstalt im heute als Siedlung nach Bützow eingemeindeten Dreibergen.

## Leben

### Kindheit und Bildung
Friedrich II. von Wick wurde als einziger Sohn des Regierungsrates Friedrich von Wick und dessen Frau Louisa Sophia Charlotte, geborene von Bülow (1805–1875), geboren. Damit gehörte er zur mecklenburgischen Linie des Adelsgeschlechts Wick, das 1764 durch die Kaiserin-Königin Maria Theresia in den Adelsstand erhoben wurde. Seine Taufe erfolgte am 5. November 1844 in der Stiftskirche zu Bützow.
Von Wicks schulische Ausbildung begann in einer Spielschule und setzte sich in der Privatschule des Pastors und späteren Präpositus Friedrich (Jakob Burkard) Chrestin (1805–1893) in Bützow fort, bevor er ab 1857 die Große Stadtschule Wismar besuchte.  Nach dem Abitur Ostern 1866 immatrikulierte sich von Wick an der Georg-August-Universität Göttingen, um Rechtswissenschaften zu studieren, wurde jedoch von den Kriegserlebnissen im Sommer 1866 in seiner militärischen Neigung bestärkt.

### Wirken
Im November 1866 trat er als Offiziersaspirant in das mecklenburgische Militär ein und wurde später dem Großherzoglichen Mecklenburgischen Grenadier-Garde-Bataillon zugeteilt. Während des Deutsch-Französischen Krieges von 1870/71 kämpfte er in der II. Compagnie des Großherzoglich Mecklenburgischen Füsilier-Regiments Nr. 90 unter dem Kommando von Oberstleutnant Ernst von Legat. Am 2. Dezember 1870 wurde er bei der Schlacht von Bazoches-les-Hautes durch einen Schuss in den linken Unterschenkel verwundet. Nach seiner Genesung meldete er sich am 15. März 1871 wieder bei seinem Regiment zurück. 1875 wurde von Wick zum Premier-Lieutenant ernannt. Aufgrund persönlicher Schwierigkeiten und gesundheitlicher Probleme bat er 1878 um seinen Abschied.
Im Anschluss widmete sich von Wick der Landwirtschaft und trat in den Dienst des Erbpächters Karl Rudolphi, einem Bruder seines Schwagers Adolph Rudolphi. Dort verblieb er bis zum 5. Oktober 1878, bevor er in den Kommunaldienst wechselte, wo er eine besondere Vorliebe für den Polizeidienst entdeckte. Von März 1879 bis April 1880 lebte er in Schalke und anschließend bis September 1881 in Gelsenkirchen. 1881 übernahm er kommissarisch die Verwaltung des Domanialamtes Netphen. Er wurde zudem zum Standesbeamten ernannt und erhielt am 11. Mai 1882 die Ernennung zum Königlich preußischen Amtmann.
Nach zwei Jahren in seiner Position bewarb er sich auf Wunsch seines zukünftigen Schwiegervaters um die Stelle des Polizeiinspektors in der von seinem Vater gegründeten Strafanstalt Dreibergen. Am 31. August 1883 erhielt er die kommissarische Funktion des Polizeiinspektors, die er ab dem 1. Oktober für ein halbes Jahr ausübte. Nach seiner offiziellen Einführung wurde er am 16. April 1884 zum Polizeiinspektor ernannt, mit einem Jahresgehalt sowie einer freien Wohnung inklusive Garten. Im März 1897 wurde ihm der Rang eines Majors verliehen. Nach dem Tod des Direktors der Strafanstalt im April 1898 übernahm von Wick interimistisch die Leitung der Einrichtung. Aufgrund gesundheitlicher Probleme beantragte er im März 1907 seine Versetzung in den Ruhestand, die ihm am 30. September 1907 gewährt wurde, verbunden mit einer Pension und dem Ritterkreuz des Hausordens der Wendischen Krone. Nach seinem Rücktritt zog von Wick nach Rostock, wo er mit seiner Familie eine Mietwohnung bezog. Im Älter von 73 Jahren starb er nach kurzer Krankheit und fand seine letzte Ruhestätte an ihrer Seite auf dem Rostocker Friedhof.

## Familie

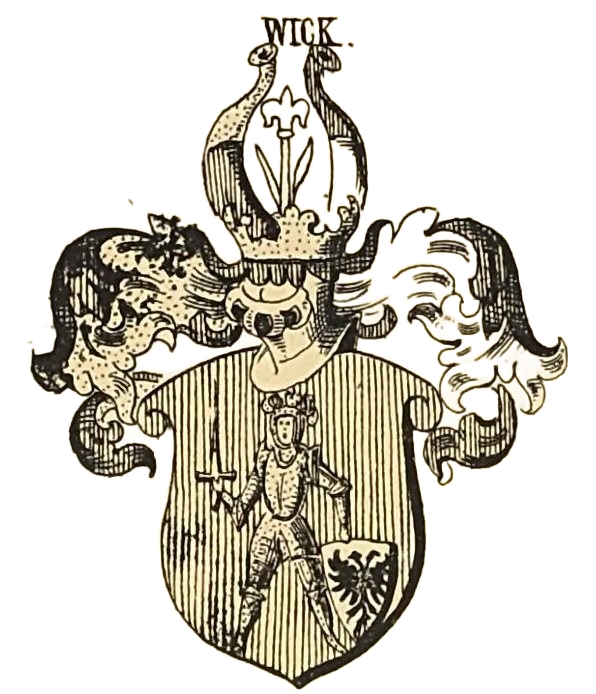
Wappen derer von Wick

### Gemahlin
Elisabeth (Eleonore Karoline Auguste), die Gemahlin von Wicks, entstammte dem Adelsgeschlecht Pressentin. Sie wurde am 27. Januar 1857 in Schwerin als Tochter von Bernhard von Pressentin und dessen Frau Ida Georgine Friederike, geborene von Bülow, geboren. Aufgrund der Militärversetzungen ihres Vaters verbrachte Elisabeth ihre Kindheit in verschiedenen Städten, darunter Rostock und Schwerin. Ihre Ausbildung erhielt sie an mehreren Privatschulen, darunter eine englischsprachige Schule in Wismar, wo sie auch ihren zukünftigen Ehemann traf. Die beiden heirateten am 7. Juli 1884. In den letzten zehn Jahren ihres Lebens litt Elisabeth an Nieren- und Gallensteinen. Nach einer schweren Erkrankung und einer Operation verstarb sie am 26. Juli 1913 in Rostock im Alter von 56 Jahren.

### Kinder
- Friedrich (Bernhard Adolf Georg Wilhelm) (* 9. März 1886 Dreibergen[17]; † 12. Oktober 1973 in Rostock[18]) ⚭ Maria (Charlotte Richilde Friederike Mathilde), geb. von Bülow (1893–1977)
- Ida (Frieda Auguste) (* 27. September 1887 in Dreibergen[17]; † 17. September 1980 in Rostock)[19]
- Hans Joachim (Karl Julius) (* 31. Oktober 1892 in Dreibergen[17]; † 29. Juli 1965 in Hamburg-Altona[6]) ⚭ Annemarie Engel (1898–1957)[20]

## Ehrungen
Quellen:
- Kriegsdenkmünze für die Feldzüge 1870–71 (Deutsches Reich)
- Eisernes Kreuz (1870) 2. Klasse (Preußen)
- Militärverdienstkreuz (Mecklenburg)
- Gedächtnismedaille für Großherzog Friedrich Franz III. (Mecklenburg-Schwerin)
- Hausorden der Wendischen Krone, Ritter (Mecklenburg-Schwerin)